# Александър Тодоров
Александър Тодоров е български професор по психология в Бизнес училище „Бут“ при Чикагския университет. Преди това е професор в Принстънския университет. Неговото изследване е фокусирано върху това как хората възприемат, оценяват и осмислят социалния свят. Изследването на Тодоров върху първите впечатления получава медийно отразяване от Ню Йорк Таймс, Гардиън, Ню Йоркър, Дейли Телеграф, Scientific American, Нешънъл Джиографик, Би Би Си, Пи Би Ес и Ен Пи Ар.

## Биография
Тодоров е роден и израснал в Кърджали, България. Той е студент първа година в Софийския университет при падането на комунизма.
През 1995 г. Тодоров учи една година в Оксфордския университет, Великобритания, а през 1996 г. се премества в САЩ . Тодоров завършва магистърска степен в New School for Social Research, Ню Йорк, през 1998 г. и докторска степен в Нюйоркския университет през 2002 г.
От 2002 до 2020 г. Тодоров е преподавател в Принстънския университет. В Принстънския университет Тодоров е професор и асоцииран ръководител на катедрата по психология, асоцииран член на факултета на Принстънския институт по невронауки и член на асоцииран факултет на Училището по обществени и международни отношения „Удроу Уилсън“.
От лятото на 2020 г. Тодоров е преподавател в Бизнес училище „Бут“ при Чикагския университет. В момента Тодоров е професор по поведенчески науки и сътрудник на факултета Rosett.

Тодоров е гост-стипендиант на Фондация „Ръсел Сейдж“ в Ню Йорк, в Института за напреднали изследвания на Болонския университет, Италия, и гост-професор в университета „Радбауд“, Ниймеген, Холандия. Тодоров е носител на наградата SAGE Young Scholar Award от Фондацията за личностна и социална психология и на стипендията „Гугенхайм“.

## Избрани публикации
- Face Value: The Irresistible Influence of First Impressions. Princeton University Press, 2017. ISBN 978-0691167497
- Social Neuroscience: Toward Understanding the Underpinnings of the Social Mind. Oxford University Press, 2014. ISBN 978-0199361052ISBN 978-0199361052
- Brinkman, L., Dotsch, R., & Todorov, A. (2018). Visualising mental representations: A primer on noise-based reverse correlation in social psychology. European Review of Social Psychology.
- Dotsch, R., Hassin, R. R., & Todorov, A. (2016). Statistical learning shapes face evaluation. Nature Human Behaviour. Published online before print November 14, doi: 10.1038/s41562-016-0001.
- Toscano, H., Schubert, T. W., Dotsch, R., Falvello, V., & Todorov, A. (2016). Physical strength as a cue to dominance: A data-driven approach. Personality and Social Psychology Bulletin, 42, 1603–1616.
- Falvello, V. B., Vinson, M., Ferrari, C., & Todorov, A. (2015). The robustness of learning about the trustworthiness of other people. Social Cognition, 33, 368–386.
- Todorov, A., Olivola, C. Y., Dotsch, R., & Mende-Siedlecki, P. (2015). Social attributions from faces: Determinants, consequences, accuracy, and functional significance. Annual Review of Psychology, 66, 519–545.
- Olivola, C. Y., Funk, F., & Todorov, A. (2014). Social attributions from faces bias human choices. Trends in Cognitive Sciences, 18, 566–570.
- Todorov, A., & Porter, J. (2014). Misleading first impressions: Different for different images of the same person. Psychological Science, 25, 1404–1417.
- Mende-Siedlecki, P., Baron, S. G., & Todorov, A. (2013). Diagnostic value underlies asymmetric updating of impressions in the morality and ability domains. Journal of Neuroscience, 33, 19406–19415.
- Todorov, A., Dotsch, R., Porter, J. M., Oosterhof, N. N., & Falvello, V. B. (2013). Validation of data-driven computational models of social perception of faces. Emotion, 13, 724–738.
- Aviezer, H., Trope, Y., & Todorov, A. (2012). Body cues, not facial expressions, discriminate between intense positive and negative emotions. Science, 338, 1225–1229.
- Dotsch, R., & Todorov, A. (2012). Reverse correlating social face perception. Social Psychological and Personality Science, 3, 562–571.
- Said, C. P., & Todorov, A. (2011). A statistical model of facial attractiveness. Psychological Science, 22, 1183–1190.
- Todorov, A., & Oosterhof, N. N. (2011). Modeling social perception of faces. Signal Processing Magazine, IEEE, 28, 117–122.
- Olivola, C. Y., & Todorov, A. (2010). Elected in 100 milliseconds: Appearance-based trait inferences and voting. Journal of Nonverbal Behavior, 34, 83–110.
- Olivola, C. Y., & Todorov, A. (2010). Fooled by first impressions? Re-examining the diagnostic value of appearance-based inferences. Journal of Experimental Social Psychology, 46, 315–324.
- Verosky, S. C., & Todorov, A. (2010). Generalization of affective learning about faces to perceptually similar faces. Psychological Science, 21, 779–785.
- Oosterhof, N. N., & Todorov, A. (2008). The functional basis of face evaluation. Proceedings of the National Academy of Sciences of the US, 105, 11087–11092.
- Todorov, A., Said, C. P., Engell, A. D., & Oosterhof, N. N. (2008). Understanding evaluation of faces on social dimensions. Trends in Cognitive Sciences, 12, 455–460.
- Willis, J., & Todorov, A. (2006). First impressions: Making up your mind after 100 ms exposure to a face. Psychological Science, 17, 592–598.
- Todorov, A., Mandisodza, A. N., Goren, A., & Hall, C. C. (2005). Inferences of competence from faces predict election outcomes. Science, 308, 1623–1626.